# Erzbistum Jaro
Das Erzbistum Jaro (lat.: Archidioecesis Iarensis o S. Elisabeth) ist eine auf den Philippinen gelegene römisch-katholische Erzdiözese mit Sitz in Jaro.

## Geschichte
Das Erzbistum Jaro wurde am 27. Mai 1865 durch Papst Pius IX. mit der Apostolischen Konstitution Qui ab initio aus Gebietsabtretungen des Bistums Cebu als Bistum Jaro errichtet und dem Erzbistum Manila als Suffraganbistum unterstellt. Am 10. April 1910 gab das Bistum Jaro Teile seines Territoriums zur Gründung des Bistums Zamboanga ab. Eine weitere Gebietsabtretung erfolgte am 15. Juli 1932 zur Gründung des Bistums Bacolod. Das Bistum Jaro wurde am 28. April 1934 dem Erzbistum Cebu als Suffraganbistum unterstellt. Am 2. Juli 1936 gab das Bistum Jaro Teile seines Territoriums zur Gründung der Apostolischen Präfektur Mindoro ab. 
Das Bistum Jaro wurde am 29. Juni 1951 durch Papst Pius XII. mit der Apostolischen Konstitution Ex supremi zum Erzbistum erhoben. Am 24. März 1962 gab das Erzbistum Jaro Teile seines Territoriums zur Gründung der Territorialprälatur San Jose de Antique ab.
Das Erzbistum Jaro umfasst die Provinzen Iloilo und Guimaras.

## Ordinarien

### Bischöfe von Jaro
- Mariano Cuartero y Medina OP, 1867–1884
- Leandro Arrúe Agudo OAR, 1885–1897
- Andrés Ferrero Malo OAR, 1898–1903
- Frederick Zadok Rooker, 1903–1907
- Denis Joseph Dougherty, 1908–1915, dann Bischof von Buffalo
- Maurice Patrick Foley, 1916–1919
- James Paul McCloskey, 1920–1945
- José Maria Cuenco, 1945–1951

### Erzbischöfe von Jaro
- José Maria Cuenco, 1951–1972
- Jaime Lachica Sin, 1972–1974, dann Erzbischof von Manila
- Artemio Casas, 1974–1985
- Alberto Jover Piamonte, 1986–1998
- Angel Lagdameo, 2000–2018
- Jose Romeo Orquejo Lazo, 2018–2025
- Midyphil B. Billones, seit 2025